# Ons Jabeur
Ons Jabeur (àrab: أنس جابر, Uns Jābir) (Ksar Hellal, 28 d'agost de 1994) és una tennista professional tunisiana.
En el seu palmarès hi ha dos títols individuals del circuit WTA. Va esdevenir la millor tennista àrab de la història en entrar al Top 10 del rànquing individual femení de la WTA i també fou la primera tennista àrab en guanyar un títol individual.

## Biografia
Filla de Samira i Ridha Jabeur, té dos germans i una germana anomenats Hatem, Marwen i Yasmine. Va començar a jugar a tennis amb només tres anys gràcies a la seva mare perquè li agradava molt aquest esport. Va créixer a la localitat costanera de Sussa, però quan tenia dotze anys es va traslladar a Tunis, capital del país, per a entrenar-se en millors condicions al Lycée Sportif El Menzah. Posteriorment, també es va entrenar puntualment a Bèlgica i França.
Es va casar amb Karim Kamoun l'any 2015.

## Torneigs de Grand Slam

### Individual: 3 (0−3)
| Resultat  | Núm. | Any  | Torneig   | Oponent             | Marcador      |
| --------- | ---- | ---- | --------- | ------------------- | ------------- |
| Finalista | 1.   | 2022 | Wimbledon | Ielena Ribàkina     | 6−3, 2−6, 2−6 |
| Finalista | 2.   | 2022 | US Open   | Iga Świątek         | 2−6, 6−7(5)   |
| Finalista | 3.   | 2023 | Wimbledon | Markéta Vondrousová | 4−6, 4−6      |

## Palmarès

### Individual: 13 (5−8)
| 2009 − 2020             | Després de 2021 |
| ----------------------- | --------------- |
| Grand Slam (0−3)        |                 |
| WTA Finals (0−0)        |                 |
| Premier Mandatory (0−0) | WTA 1000 (1−1)  |
| Premier 5 (0−0)         | WTA 1000 (1−1)  |
| Premier (0−1)           | WTA 500 (2−2)   |
| International (0−0)     | WTA 250 (2−1)   |

| Títols per superfície |
| --------------------- |
| Dura (1−3)            |
| Gespa (2−2)           |
| Terra batuda (2−3)    |

| Resultat   | Núm. | Data                   | Torneig                  | Superfície   | Oponent             | Marcador           |
| ---------- | ---- | ---------------------- | ------------------------ | ------------ | ------------------- | ------------------ |
| Finalista  | 1.   | 21 d'octubre de 2018   | Moscou, Rússia           | Dura (i)     | Dària Kassàtkina    | 6−2, 6−7(3), 4−6   |
| Finalista  | 2.   | 18 d'abril de 2021     | Charleston, Estats Units | Terra batuda | Astra Sharma        | 6−2, 5−7, 1−6      |
| Guanyadora | 1.   | 20 de juny de 2021     | Birmingham, Regne Unit   | Gespa        | Daria Kasatkina     | 7−5, 6−4           |
| Finalista  | 3.   | 3 d'octubre de 2021    | Chicago, Estats Units    | Dura         | Garbiñe Muguruza    | 6−3, 3−6, 0−6      |
| Finalista  | 4.   | 10 d'abril de 2022     | Charleston               | Terra batuda | Belinda Bencic      | 1−6, 7−5, 4−6      |
| Guanyadora | 2.   | 7 de maig de 2022      | Madrid, Espanya          | Terra batuda | Jessica Pegula      | 7−5, 0−6, 6−2      |
| Finalista  | 5.   | 15 de maig de 2022     | Roma, Itàlia             | Terra batuda | Iga Świątek         | 2−6, 2−6           |
| Guanyadora | 3.   | 19 de juny de 2022     | Berlín, Alemanya         | Gespa        | Belinda Bencic      | 6−3, 2−1, retirada |
| Finalista  | 6.   | 9 de juliol de 2022    | Wimbledon, Regne Unit    | Gespa        | Ielena Ribàkina     | 6−3, 2−6, 2−6      |
| Finalista  | 7.   | 11 de setembre de 2022 | US Open, Estats Units    | Dura         | Iga Świątek         | 2−6, 6−7(5)        |
| Guanyadora | 4.   | 9 d'abril de 2023      | Charleston               | Terra batuda | Belinda Bencic      | 7−6(6), 6−4        |
| Finalista  | 8.   | 15 de juliol de 2023   | Wimbledon (2)            | Gespa        | Markéta Vondrousová | 4−6, 4−6           |
| Guanyadora | 5.   | 30 de setembre de 2023 | Ningbo, Xina             | Dura         | Diana Shnaider      | 6−2, 6−1           |

### Dobles femenins: 1 (0−1)
| Llegenda         |
| ---------------- |
| Grand Slam (0−0) |
| WTA Finals (0−0) |
| WTA 1000 (0−0)   |
| WTA 500 (0−0)    |
| WTA 250 (0−1)    |

| Títols per superfície |
| --------------------- |
| Dura (0−0)            |
| Gespa (0−1)           |
| Terra batuda (0−0)    |

| Resultat  | Núm. | Data               | Torneig                | Superfície | Parella     | Oponents                      | Marcador         |
| --------- | ---- | ------------------ | ---------------------- | ---------- | ----------- | ----------------------------- | ---------------- |
| Finalista | 1.   | 20 de juny de 2021 | Birmingham, Regne Unit | Gespa      | Ellen Perez | Marie Bouzková Lucie Hradecká | 4−6, 6−2, [8−10] |

## Trajectòria

### Individual
| Open d'Austràlia | A   | A           | A           | 1R          | A   | Q3          | 1R          | 1R          | QF          | 3R    | A  | 2R | 2R | 0 / 7     | 8 – 7     |
| Roland Garros | Q2  | A           | Q1          | Q2          | A   | 3R          | Q2          | 1R          | 4R          | 4R    | 1R | QF | QF | 0 / 7     | 16 – 7    |
| Wimbledon | A   | Q1          | Q3          | A           | Q1  | 1R          | 2R          | 1R          | NC          | QF    | F  | F  |    | 0 / 6     | 17 – 6    |
| US Open | A   | Q1          | 1R          | Q1          | Q1  | 2R          | 1R          | 3R          | 3R          | 3R    | F  | 4R |    | 0 / 8     | 16 – 8    |
| Jocs Olímpics | 1R  | No celebrat | No celebrat | No celebrat | 1R  | No celebrat | No celebrat | No celebrat | No celebrat | 1R    | NC | NC |    | 0 / 3     | 0 – 3     |
| WTA Finals | A   | A           | A           | A           | A   | A           | A           | A           | NC          | A     | A  | RR |    | 0 / 1     | 1 – 2     |
| Total Victòries−Derrotes | 0−2 | 3−3         | 2−7         | 1−5         | 0−3 | 9−11        | 9−12        | 15−18       | 21−11       | 48−19 |    |    |    | 133 – 100 | 133 – 100 |
| Rànquing a final d'any | 264 | 139         | 146         | 210         | 193 | 88          | 62          | 77          | 31          | 10    |    |    |    |           |           |
| Llegenda: G: Guanyadora; F: Finalista; SF: Semifinalista; QF: Quarts de final; Q: Qualificació; A: Absent; RR: Round Robin; |     |             |             |             |     |             |             |             |             |       |    |    |    |           |           |

## Guardons
- Karen Krantzcke Sportsmanship Award (2): 2022, 2024[4]
- Peachy Kellmeyer Player Service Award: 2024[4]